# Светски дан детета
Светски дан детета или Међународни дан детета је годишњи међународни догађај који се слави 20. новембра. Установљен је од стране Генералне скупштине Уједињених нација 1954. године са циљем да се у свим државама слави истог дана.
Осмишљен је да промовише међусобну интеракцију и разумевање међу децом и добробит деце у свету. Овај дан се обележава и да би се скренула пажња јавности на обавезе друштва према деци, као и на актуелне проблеме са којима се деца суочавају.

## Дечја права
Дечја права су утврђена Конвенцијом о правима детета, усвојеном од  стране Генералне скупштине Уједињених нација 1989. године, а коју су ратификовале 193 земље.
Основни принципи Конвенције су:
- право на живот, опстанак и развој,
- најбољи интерес детета,
- право на партиципацију
- право на недискриминацију